# Go Ahead Punk... Make My Day
Go Ahead Punk... Make My Day är ett album som släpptes år 1996 av skivbolaget Nitro Records. Namnet på albumet kommer från den kända filmfrasen "Go ahead, make my day", som sägs av Harry Callahan (spelad av Clint Eastwood) i filmen Sudden Impact. Framsidan på albumet har en bild på en person som är väldigt lik den roll som Clint Eastwood spelade i de tre klassiska västernfilmerna För en handfull dollar, För några få dollar mer och Den gode, den onde, den fule.

## Låtlista
1. Guttermouth - "God's Kingdom" - 3:45
2. The Vandals - "Marry Me" - 4:31
3. AFI - "He Who Laughs Last" - 4:25
4. Jughead's Revenge - "Tearing Down the World" - 3:39
5. The Offspring - "Hey Joe" - 4:08
6. The Vandals - "Let the Bad Times Roll" - 1:49
7. Jughead's Revenge - "People's Pal" - 4:11
8. Guttermouth - "Derek" - 3:36
9. AFI - "Wake up Call" - 4:10
10. The Offspring - "Beheaded" - 4:06